# 巴西各州足球联赛
巴西各州足球联赛（英語：State football leagues in Brazil），是指巴西各州举办的足球联赛。其中的圣保罗州足球联赛创立于1902年，是巴西最早的足球联赛。

## 各州联赛列表
| - 阿克里州足球联赛 - 阿拉戈斯州足球联赛 - 阿马帕州足球联赛 - 亚马孙州足球联赛 - 巴伊亚州足球联赛 - 塞阿拉州足球联赛 - 巴西利亚足球联赛 - 圣埃斯皮里图州足球联赛 - 戈亚斯州足球联赛 - 马拉尼昂州足球联赛 - 托格罗索州足球联赛 - 南马托格罗索州足球联赛 - 米纳斯吉拉斯州足球联赛 - 帕拉州足球联赛 | - 帕拉伊巴州足球联赛 - 巴拉那州足球联赛 - 伯南布哥州足球联赛 - 皮奥伊州足球联赛 - 里约热内卢州足球联赛 - 北大河州足球联赛 - 南大河州足球联赛 - 朗多尼亚州足球联赛 - 罗赖马州足球联赛 - 圣卡塔琳娜州足球联赛 - 圣保罗州足球联赛 - 塞尔希培州足球联赛 - 托坎廷斯州足球联赛 |